# EUPOL Kinshasa
La mission de soutien à la police nationale congolaise (EUPOL Kinshasa) est la première opération de l’Union européenne à caractère civil prenant place en  Afrique, plus précisément à Kinshasa, capitale de la RDC. Lancée le 30 avril 2005, sa création a été décidée par la décision 2004/847/PESC. Elle sera en 2007 remplacée par EUPOL RD Congo.

## Mandat
La mission de l'Union européenne n’a pas de pouvoir exécutif, elle ne peut que prodiguer des conseils, des formations, du soutien. Son objectif principal est la formation de l’unité de police intégrée, mise en place par l’accord de transition du 17 décembre 2002 et le mémorandum de Sun City. Un second objectif, plus général, vise à réformer la police. Enfin, un troisième objectif pour EUPOL Kinshasa est la sécurisation des élections de 2006.